# Província de Vrancea
La província de Vrancea (IPA: ['vran.ʧea]) és un judeţ, una divisió administrativa de Romania, a la regió de Moldàvia. La capital és Focşani.

## Límitss
- Província de Vaslui i província de Galaţi a l'est.
- Província de Covasna a l'oest.
- Província de Bacău al nord.
- Província de Buzău i província de Brăila al sud-est.

## Demografia
El 2002, tenia 387,632 i una densitat de població de 80 h/km².
- Romanesos - un 98%[1]
- Gitanos, altres.

| Any  | Població |
| ---- | -------- |
| 1948 | 290,183  |
| 1956 | 326,532  |
| 1966 | 351,292  |
| 1977 | 369,740  |
| 1992 | 393,408  |
| 2002 | 387,632  |

## Divisió Administrativa
La Província té 2 municipalitats, 3 ciutats, i 59 comunes.

### Municipalitats
- Focşani—county seat, population: 103,219
- Adjud

### Ciutats
- Mărășești
- Odobești
- Panciu

### Comunes
| - Andreiaşu de Jos - Băleşti - Bârseşti - Bogheşti - Boloteşti - Bordeşti - Broşteni - Câmpineanca - Câmpuri - Cârligele - Chiojdeni - Ciorăşti - Corbiţa - Coteşti | - Dumbrăveni - Dumitreşti - Fitioneşti - Garoafa - Goleşti - Gugeşti - Gura Caliţei - Homocea - Jariştea - Jitia - Măicăneşti - Mera - Milcovul - Moviliţa | - Năneşti - Năruja - Negrileşti - Nereju - Paltin - Păuneşti - Poiana Cristei - Pufeşti - Răcoasa - Reghiu - Rugineşti - Sihlea - Slobozia Bradului - Slobozia Ciorăşti | - Soveja - Străoane - Suraia - Tâmboeşti - Tănăsoaia - Tătăranu - Tulnici - Ţifeşti - Urecheşti - Valea Sării - Vânători - Vârteşcoiu - Vidra - Vintileasca | - Vizantea-Livezi - Vrâncioaia - Vulturu |  |